# Marphysa fallax
Marphysa fallax är en ringmaskart som beskrevs av Marion och Bobretzky 1875. Marphysa fallax ingår i släktet Marphysa och familjen Eunicidae. Arten har ej påträffats i Sverige. Inga underarter finns listade i Catalogue of Life.